# Universidad Central de la República
La Universidad Central de la República (UCR) fue un centro de educación superior creado a finales de los años 1820 que contaba con sedes en Bogotá, Caracas y Quito. Fue creada durante la administración de Francisco de Paula Santander y hacia 1830 comenzó a funcionar con profesores y estudiantes que mantenían viva la experiencia de la Expedición Botánica. Se enmarca dentro de la época de la Gran Colombia.

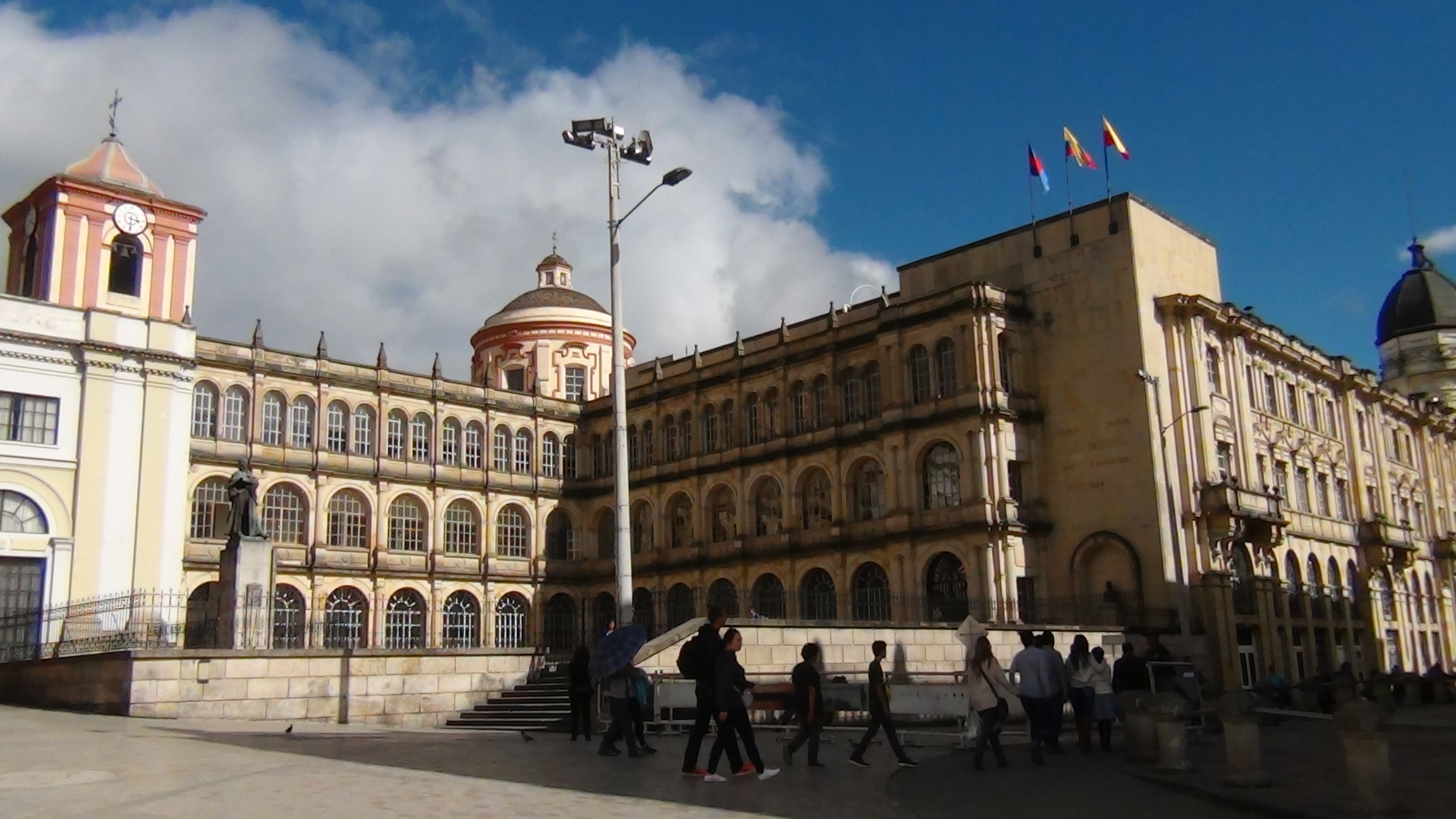
Se destinó para el uso de la Universidad Central de la República en Bogotá, entre otros, el edificio del Colegio de San Bartolomé.

## Historia
La Universidad Central de la República en Bogotá se fundó el 20 de octubre de 1826 por instrucción del vicepresidente Francisco de Paula Santander. 
Santander a Nombró a 21 miembros que formaron la institución y la conformarían, entre ellos personalidades del momento como Estanislao Vergara, Félix Restrepo, Vicente Azuero, José María del Castillo, José Manuel Restrepo, Pedro Gual, José Revenga, José María Salazar, Jerónimo Torres, Francisco Javier Yanes, Cristóbal Mendoza, Joaquín Olmedo, entre otros.
Luego de la Disolución de la Gran Colombia, las provincias centrales recibieron el nombre de República de la Nueva Granada, los gobiernos conservadores bajo el argumento de que las universidades eran monopolios de enseñanza y rivalizaban con los colegios de propiedad religiosa, la Universidad Central de la República en Bogotá se transformó en 1842 en la Universidad del Primer Distrito, y finalmente cierran la universidad en 1850.
En 1864, José María Samper, antiguo radical, presentó un proyecto de ley al Congreso, de lo que llamó Universidad Nacional de los Estados Unidos de Colombia. El 22 de septiembre de 1867, mediante la Ley 66 expedida por el Congreso es oficialmente fundada como tal. 
La Universidad Central de la República en Bogotá es considerada la antecesora de la Universidad Nacional de Colombia.